# Tiago Dores
Tiago Manuel Teixeira Rocha Dores (Lisboa, 1 de maio de 1975) é um guionista, cronista e humorista português. Licenciado em Economia pela NOVA School of Business and Economics, iniciou a sua carreira profissional na área da publicidade, tendo posteriormente transitado para a escrita de conteúdos humorísticos.
Em 2000, começou a trabalhar como guionista, colaborando com imprensa, rádio e televisão. Em 2003, foi um dos co-criadores do grupo humorístico Gato Fedorento, tendo sido co-autor de todos os seus projetos ao longo dos anos seguintes.  Em 2007, juntamente com Ricardo Araújo Pereira, participou na Gala Benfica 2006. Ainda com os Gatos participou nos Globos de Ouro de 2008 e de 2009. Fez anúncios para a MEO em conjunto com os seus colegas.  
Colaborou com a Rádio Observador, onde apresentou uma rubrica diária intitulada De Maneira Que No Fundo É Muito Isto. Atualmente, escreve uma coluna semanal no jornal Observador e integra a equipa do podcast Comité Central.

## Vida pessoal
Tiago Dores é casado com Sílvia Monjardim, antiga modelo e hospedeira de bordo. O casal oficializou a união em 2014 e tem um filho em comum. Sílvia tem uma filha, nascida em 2002, fruto de uma relação anterior com Ricardo Garcia, músico dos D’Arrasar. Tiago Dores mantém uma relação próxima com a enteada.
É adepto do Sport Lisboa e Benfica e tem interesse por modalidades como o surf, o futebol e o ténis, tendo sido vice-campeão num torneio amador desta última.

## Carreira recente
Após o regresso dos Gato Fedorento em formato de podcast, Tiago Dores não integrou o projeto. Em 2015 recusou participar no remake do programa “Esmiúça os Sufrágios” na TVI, citando “razões familiares” para não voltar à televisão. Desde então, distanciou‑se dos colegas do grupo.
Tem vindo a dedicar‑se a outras áreas: colabora com o Observador, apresenta o podcast “Comité Central” e criou o projeto “Política Para Quem Não Tem Pachorra para Política”. Identificou‑se politicamente como de esquerda no passado, mas em março de 2022, Tiago Dores afirmou numa entrevista à NiT que “sempre me considerei de esquerda. Hoje vejo‑me como de direita”, explicando que valorizava sobretudo a liberdade individual - um valor que disse estar mais em linha com os ideais fundacionais dos Estados Unidos - embora mantivesse a crença no papel regulador do Estado na economia e sociedade.
Aos 46 anos, explicou que considera que “Há vida além do Gato Fedorento”, afirmando que não está no “campeonato dos influenciadores” e que vai seguindo o seu rumo, construindo novos formatos com autonomia editorial.